# شركة طيران منخفضة التكلفة

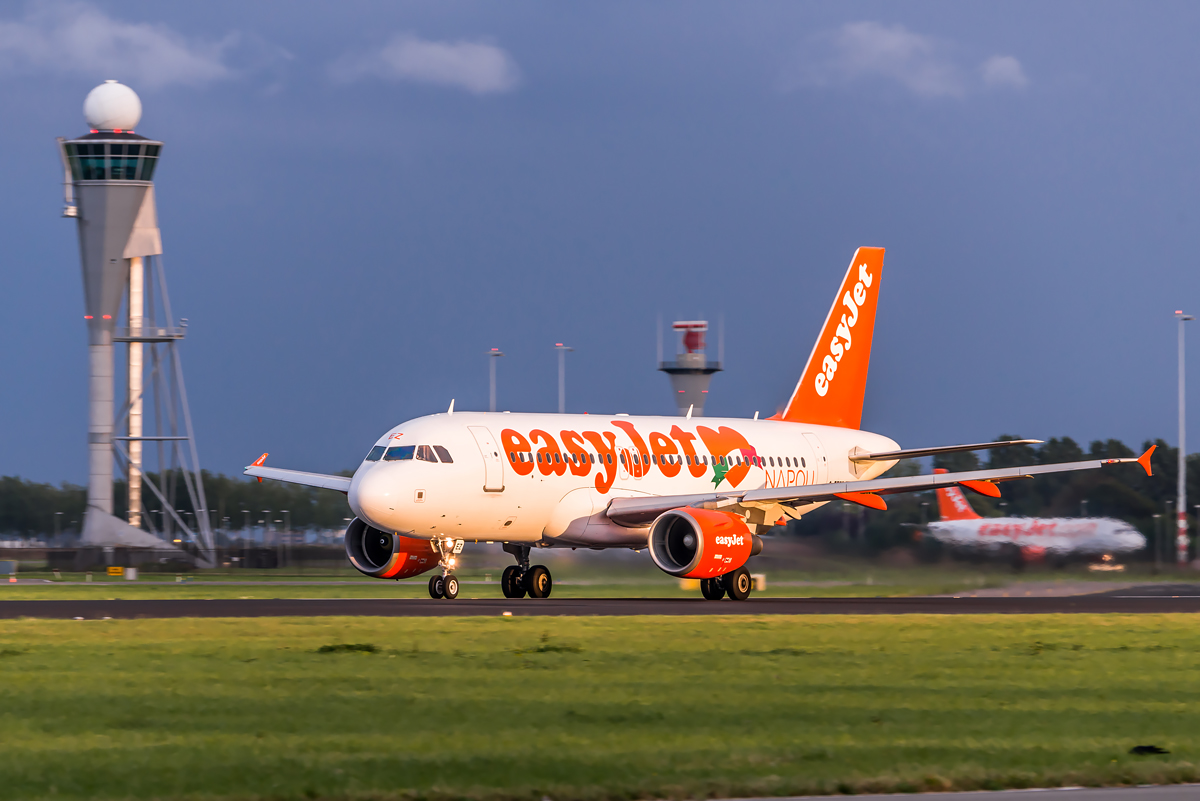
طائرة من طراز A319 تابعة لشركة إيزي جيت في مطار شيبول امستردام

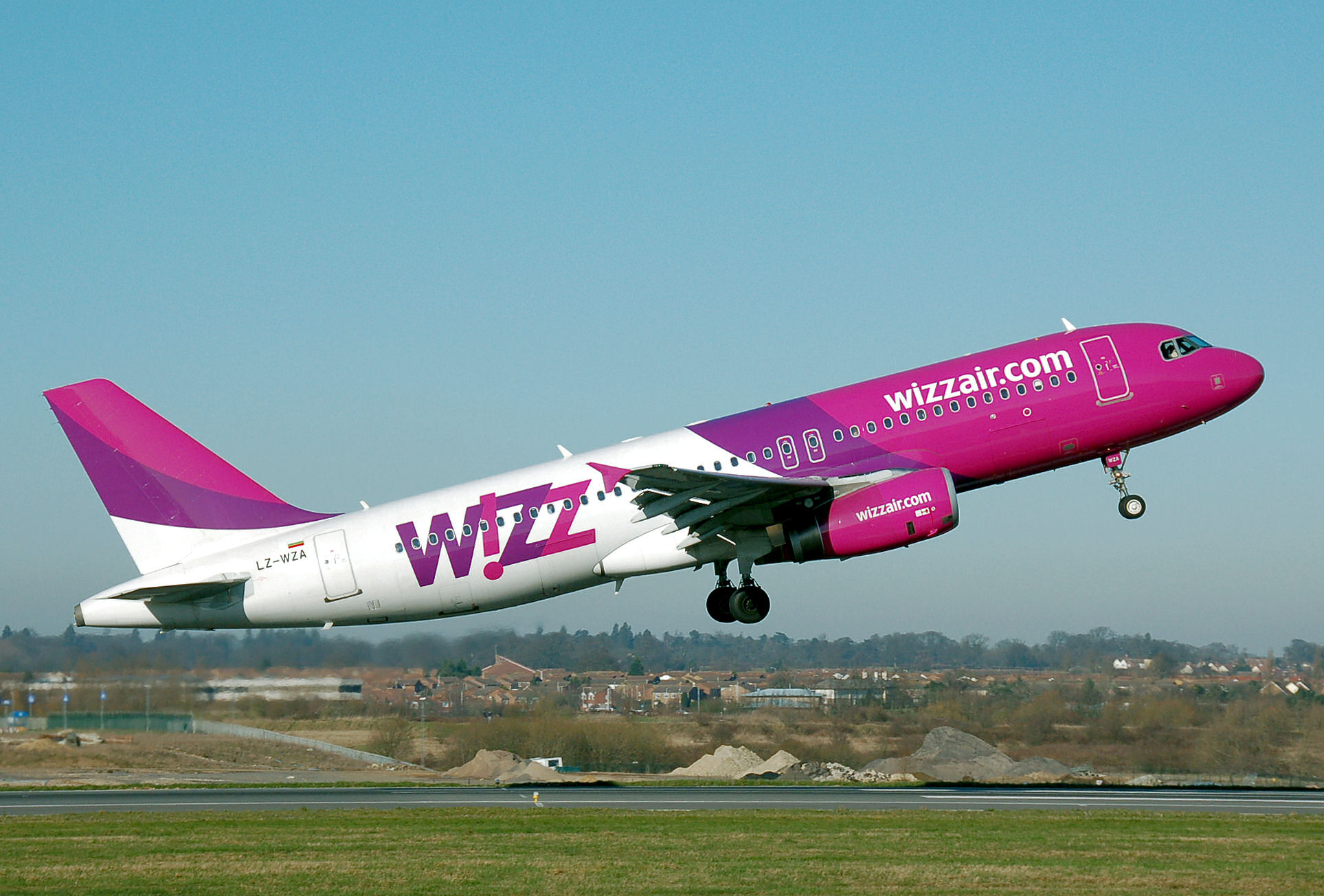
طائرة من طراز إيرباص إيه 320 تتبع إحدى شركات الطيران الاقتصادي المجرية تقلع من أحد مطارات إنجلترا

شركة طيران منخفضة التكلفة أو شركة طيران اقتصادي (بالإنجليزية: low-cost carrier) أو (بالإنجليزية: low-cost airline) عبارة عن شركة طيران تقدم رحلات منخفضة التكاليف مقابل التقليل من معظم خدمات الركاب التقليدية. وقد بدأ هذا المفهوم من الولايات المتحدة أولا قبل انتشاره في أوروبا في بداية التسعينيات ومنه إلى بقية العالم بعد ذلك. وقد تأسس هذا المفهوم في صناعة خطوط الطيران مشيرا إلى شركات الطيران ذات تكلفة تشغيلية أقل من منافسيها التقليديين. ولا يجب الخلط بين الطيران الاقتصادي ذو التذاكر الرخيصة والخدمة المحدودة وبين شركات الطيران المحلية التي تقدم رحلات داخلية قصيرة المدى.

## التاريخ
تعود بداية الطيران الاقتصادي إلى الولايات المتحدة الأمريكية في العام 1949 عن طريق خطوط ساوث ويست الجوية الأمريكية ودخلت أوروبا في العام 1990 عن طريق إيزي جيت ثم في العام 2000 انطلق أول طيران منخفض التكلفة في آسيا عن طريق آير آسيا الماليزية. أما أول شركة طيران اقتصادي في منطقة الوطن العربي كانت شركة العربية للطيران في الشارقة وشركة إير كايرو في مصر والتي انطلقتا في العام 2003، لتتبعها في العام 2005 شركة طيران الجزيرة في الكويت، ثم جيت فور يو المغربية في العام 2006، طيران ناس السعودي في العام 2007، ثم طيران سما في نفس العام، ثم طيران البحرين في نفس العام أيضًا، أما عام 2008 فقد شهد انطلاق شركة فلاي دبي وشركة طيران السعيدة اليمني، وفي عام 2009 تم إطلاق شركتي العربية للطيران المغرب والعربية للطيران مصر. تقدر عدد شركات الطيران منخفضة التكاليف حول العالم حالياً باكثر من 210 شركة طيران. يستحوذ الطيران الاقتصادي في منطقة الشرق الأوسط على 5٪ من سوق السفر ويعتقد أنه سيحقق نسبة 50٪ مستقبلاًِ.

## التشغيل
تعمل شركات الطيران منخفضة التكاليف من المطارات غير الرئيسية في أغلب الأحيان

## قائمة شركات الطيران

### الوطن العربي
لا يزال مجال الطيران الاقتصادي حديث نسبيا في الوطن العربي مقارنة مع المناطق الأخرى في العالم. شركات الطيران منخفضة التكلفة هي:
- العربية للطيران
- فلاي دبي
- طيران البحرين (أعلنت إفلاسها)
- طيران الجزيرة
- طيران ناس
- طيران سما (توقفت عن الخدمة)
- الوفير للطيران (توقفت عن الخدمة)
- طيران أديل
- طيران السعيدة
- العربية للطيران المغرب
- أطلس بلو (توقفت عن الخدمة)
- جيت فور يو (توقفت عن الخدمة)
- العربية للطيران مصر
- طيران رأس الخيمة
- طيران مصر الدولي
- ايركايرو للطيران - مصر
- النيل للطيران مصر
- طيران السلام

### أمريكا الشمالية
- جت بلو

### أوروبا
- إيزي جيت المملكة المتحدة.